# Prairie View (Kansas)
Prairie View – miasto w Stanach Zjednoczonych, w stanie Kansas, w hrabstwie Phillips.